# Indias de Mayagüez 2014
Questa voce raccoglie le informazioni riguardanti le Indias de Mayagüez nella stagione 2014.

## Stagione
La stagione 2014 vede Rigoberto Guilloty confermato alla guida delle Indias de Mayagüez, campionesse in carica della LVSF. Gran parte della formazione vincitrice del titolo lascia la squadra: in uscita i nomi più importanti sono quelli delle straniere Danielle Scott ed Alisha Glass, mentre tra le giocatrici locali Yarimar Rosa lascia le Indias per giocare in Italia col Volley Soverato in serie cadetta; in entrata la statunitense Lisa Henning è la straniera che va ad affiancare la confermata Shonda Cole, mentre gli altri ingaggi di spicco sono quelli delle portoricane Pamela Cartagena, Jessica Candelario e Yeimily Mojica.
Il campionato si apre il 25 gennaio 2014 con la sconfitta interna ad opera delle Gigantes de Carolina. Nelle due gare successive arrivano due successi per 3-1, ma entrambe le gare vengono convertite in sconfitte a tavolino: Diane Copenhagen viene momentaneamente ingaggiata per sostituire la connazionale Shonda Cole, infortunata, che viene comunque inserita a referto, avendo così tre straniere invece di due, causando la penalità inflitta alla squadra; dopo il rientro della Cole, la Copenhagen viene comunque ingaggiata al posto di Lisa Henning. Nelle restanti gare giocate nel mese di febbraio le Indias faticano a trovare continuità, vincendo quattro incontri e perdendone tre. Nel mese di marzo invece la squadra cambia passo, centrando sette vittorie e rimediando due sole sconfitte, peraltro contro le dominatrici della regular season, le Leonas de Ponce e le Criollas de Caguas. Nelle ultime due gare di stagione regolare arrivano altre due sconfitte, che, tuttavia, non impediscono alle Indias di accedere ai play-off, dove giungono come testa di serie numero 4.
Inserite nel Girone B dei quarti di finale con le Criollas de Caguas e le Orientales de Humacao, centrano il passaggio del turno come seconde classificate, complice anche un rendimento piuttosto particolare: perdono infatti entrambe le gare interne, ma vincono al tie-break i due confronti esterni. Nelle semifinali incontrano le Leonas de Ponce, testa di serie numero 1: uscite sconfitte nelle prime gare, riescono ad allungare la serie col successo al tie-break di gara 4, per poi essere eliminate dopo il quinto incontro, chiudendo alle semifinali la difesa del titolo conquistato la precedente stagione.

## Organigramma societario
Area direttiva
- Presidente: Oscar Muñíz Echevarría
- Vice presidente: Ismael Pagán Trinidad
- Segretario: Miguel Maymón
- Tesoriere: Angel Luis Rosas
- Direttore generale: Macho Muñíz
- Direttore delle operazioni: Roberto Negrón

Area tecnica
- Primo allenatore: Rigoberto Guilloty
- Assistente allenatore: Henry Collazo
- Preparatore atletico: Luis Colón
- Statistico: Angel Vélez
- Medico: Miguel Maymón, Carrie Bacó
- Fisioterapista: Iván Martínez Deliz, Manuel Martínez
- Ortopedico: Carlos Pérez Cardona, Carlos J. Pérez López

## Rosa
| N° | Nome               | Ruolo | Data di nascita   | Nazionalità sportiva |
| -- | ------------------ | ----- | ----------------- | -------------------- |
| 1  | Pamela Cartagena   | L     | 5 febbraio 1987   | Porto Rico           |
| 2  | Tamara Ramírez     | S     | 23 settembre 1991 | Porto Rico           |
| 4  | Nomaris Vélez      | L     | 11 giugno 1993    | Porto Rico           |
| 5  | Saraí Álvarez      | S/O   | 3 aprile 1986     | Porto Rico           |
| 6  | Lisette Watts      | C     |                   | Porto Rico           |
| 7  | Learis Jusino      | L     | 27 febbraio 1991  | Porto Rico           |
| 8  | Karina Pérez       | S/L   |                   | Porto Rico           |
| 9  | Jessica Candelario | C     | 2 novembre 1987   | Porto Rico           |
| 10 | Remy McBain        | P     | 27 agosto 1991    | Porto Rico           |
| 11 | Xiomara Ortíz      | S/O   | 13 giugno 1991    | Porto Rico           |
| 12 | Amanda Vázquez     | C     | 21 giugno 1985    | Porto Rico           |
| 13 | Yeimily Mojica     | P     | 28 marzo 1990     | Porto Rico           |
| 14 | Shonda Cole        | S/O   | 30 marzo 1984     | Stati Uniti          |
| 15 | Lisa Henning       | S     | 6 gennaio 1992    | Stati Uniti          |
| 16 | Diane Copenhagen   | S     | 28 giugno 1986    | Stati Uniti          |

## Mercato
| Acquisti | Acquisti           | Acquisti             | Acquisti   |
| R.       | Nome               | da                   | Modalità   |
| -------- | ------------------ | -------------------- | ---------- |
| L        | Pamela Cartagena   | Gigantes de Carolina | definitivo |
| S        | Tamara Ramírez     | Leonas de Ponce      | definitivo |
| L        | Nomaris Vélez      | Pinkin de Corozal    | definitivo |
| S/L      | Karina Pérez       | ?                    | ?          |
| C        | Jessica Candelario | Pinkin de Corozal    | definitivo |
| S/O      | Xiomara Ortíz      | ?                    | ?          |
| P        | Yeimily Mojica     | Vaqueras de Bayamón  | definitivo |
| S        | Lisa Henning       | Missouri             | definitivo |
| S        | Diane Copenhagen   | Fujian               | definitivo |

| Cessioni | Cessioni            | Cessioni            | Cessioni   |
| R.       | Nome                | a                   | Modalità   |
| -------- | ------------------- | ------------------- | ---------- |
| L        | Charlenne Domínguez | Lancheras de Cataño | definitivo |
| S        | Yarimar Rosa        | Soverato            | definitivo |
| C        | Danielle Scott      | Amigos do Vôlei     | definitivo |
| C        | Laudevis Marrero    | Lancheras de Cataño | definitivo |
| P        | Alisha Glass        | Fenerbahçe          | definitivo |
| S/O      | Yesenia Román       | -                   | ritirata   |
| S        | Leishla Ramon       | -                   | ritirata   |
| P        | Alexandra Allard    | -                   | ritirata   |
| L        | Stephanie Figueroa  | -                   | ritirata   |
| S        | Lisa Henning        | -                   | inattiva   |

## Risultati

### LVSF

#### Regular season
| 1ª giornata - 25 gennaio 2014 Palacio de Recreación y Deportes, Mayagüez  | Indias de Mayagüez    | 1 - 3 | Gigantes de Carolina  | 25-22, 19-25, 15-25, 17-25       |
| 2ª giornata - 31 gennaio 2014 Coliseo Rafael Amalbert, Juncos             | Valencianas de Juncos | 1 - 3 | Indias de Mayagüez    | 16-25, 25-18, 21-25, 22-25       |
| 3ª giornata - 2 febbraio 2014 Palacio de Recreación y Deportes, Mayagüez  | Indias de Mayagüez    | 3 - 1 | Lancheras de Cataño   | 25-23, 14-25, 25-19, 25-19       |
| 4ª giornata - 7 febbraio 2014 Palacio de Recreación y Deportes, Mayagüez  | Indias de Mayagüez    | 3 - 0 | Mets de Guaynabo      | 25-21, 25-18, 25-22              |
| 5ª giornata - 9 febbraio 2014 Coliseo Salvador Dijols, Ponce              | Leonas de Ponce       | 3 - 0 | Indias de Mayagüez    | 25-16, 19-25, 21-25              |
| 6ª giornata - 14 febbraio 2014 Complejo Deportivo Emilio Huyke, Humacao   | Orientales de Humacao | 3 - 1 | Indias de Mayagüez    | 25-20, 22-25, 25-21, 25-23       |
| 7ª giornata - 16 febbraio 2014 Palacio de Recreación y Deportes, Mayagüez | Indias de Mayagüez    | 3 - 1 | Criollas de Caguas    | 25-16, 24-26, 17-25, 18-25       |
| 8ª giornata - 21 febbraio 2014 Coliseo Rebekah Colberg Cabrera, Cabo Rojo | Indias de Mayagüez    | 3 - 0 | Valencianas de Juncos | 25-14, 25-23, 16-25              |
| 9ª giornata - 23 febbraio 2014 Coliseo Cosme Beitia Sálamo, Cataño        | Lancheras de Cataño   | 3 - 1 | Indias de Mayagüez    | 25-20, 25-15, 22-25, 25-20       |
| 10ª giornata - 28 febbraio 2014 Coliseo Mario Morales, Guaynabo           | Mets de Guaynabo      | 2 - 3 | Indias de Mayagüez    | 20-25, 25-16, 14-25, 25-19, 7-15 |
| 11ª giornata - 2 marzo 2014 Palacio de Recreación y Deportes, Mayagüez    | Indias de Mayagüez    | 3 - 2 | Leonas de Ponce       | 20-25, 22-25, 25-18, 25-20, 15-9 |
| 12ª giornata - 7 marzo 2014 Palacio de Recreación y Deportes, Mayagüez    | Indias de Mayagüez    | 3 - 0 | Orientales de Humacao | 28-26, 25-15, 25-20              |
| 13ª giornata - 9 marzo 2014 Coliseo Héctor Solá Bezares, Caguas           | Criollas de Caguas    | 3 - 0 | Indias de Mayagüez    | 25-20, 25-23, 25-19              |
| 14ª giornata - 13 marzo 2014 Palacio de Recreación y Deportes, Mayagüez   | Indias de Mayagüez    | 3 - 0 | Gigantes de Carolina  | 25-13, 25-23, 30-28              |
| 15ª giornata - 15 marzo 2014 Coliseo Dr. Juan Sanchez Acevedo, Moca       | Gigantes de Carolina  | 0 - 3 | Indias de Mayagüez    | 25-20, 25-27, 18-25              |
| 16ª giornata - 21 marzo 2014 Coliseo Rafael Amalbert, Juncos              | Valencianas de Juncos | 0 - 3 | Indias de Mayagüez    | 22-25, 22-25, 19-25              |
| 17ª giornata - 23 marzo 2014 Palacio de Recreación y Deportes, Mayagüez   | Indias de Mayagüez    | 3 - 0 | Lancheras de Cataño   | 25-19, 25-23, 25-22              |
| 18ª giornata - 28 marzo 2014 Coliseo Mario Morales, Guaynabo              | Mets de Guaynabo      | 1 - 3 | Indias de Mayagüez    | 25-20, 16-25, 18-25, 21-25       |
| 19ª giornata - 30 marzo 2014 Coliseo Salvador Dijols, Ponce               | Leonas de Ponce       | 3 - 0 | Indias de Mayagüez    | 25-21, 27-25, 25-17              |
| 20ª giornata - 4 aprile 2014 Complejo Deportivo Emilio Huyke, Humacao     | Orientales de Humacao | 3 - 0 | Indias de Mayagüez    | 25-18, 27-25, 30-28              |
| 21ª giornata - 6 aprile 2014 Palacio de Recreación y Deportes, Mayagüez   | Indias de Mayagüez    | 0 - 3 | Criollas de Caguas    | 18-25, 23-25, 23-25              |

#### Play-off
| Quarti di finale (gara 2) - 10 aprile 2014 Palacio de Recreación y Deportes, Mayagüez | Indias de Mayagüez    | 1 - 3 | Orientales de Humacao | 22-25, 18-25, 25-18, 19-25        |
| Quarti di finale (gara 3) - 11 aprile 2014 Coliseo Héctor Solá Bezares, Caguas        | Criollas de Caguas    | 2 - 3 | Indias de Mayagüez    | 19-25, 25-17, 25-18, 23-25, 14-16 |
| Quarti di finale (gara 5) - 15 aprile 2014 Complejo Deportivo Emilio Huyke, Humacao   | Orientales de Humacao | 2 - 3 | Indias de Mayagüez    | 20-25, 25-22, 23-25, 25-22, 7-15  |
| Quarti di finale (gara 6) - 15 aprile 2014 Palacio de Recreación y Deportes, Mayagüez | Indias de Mayagüez    | 1 - 3 | Criollas de Caguas    | 25-17, 27-29, 23-25, 20-25        |
| Semifinali (gara 1) - 19 aprile 2014 Coliseo Salvador Dijols, Ponce                   | Leonas de Ponce       | 3 - 1 | Indias de Mayagüez    | 25-23, 24-26, 28-26, 25-21        |
| Semifinali (gara 2) - 21 aprile 2014 Palacio de Recreación y Deportes, Mayagüez       | Indias de Mayagüez    | 1 - 3 | Leonas de Ponce       | 21-25, 16-25, 27-25, 16-25        |
| Semifinali (gara 3) - 23 aprile 2014 Coliseo Salvador Dijols, Ponce                   | Leonas de Ponce       | 3 - 2 | Indias de Mayagüez    | 24-26, 25-18, 25-23, 20-25, 15-12 |
| Semifinali (gara 4) - 25 aprile 2014 Palacio de Recreación y Deportes, Mayagüez       | Indias de Mayagüez    | 3 - 2 | Leonas de Ponce       | 26-24, 20-25, 25-19, 18-25, 15-12 |
| Semifinali (gara 5) - 27 aprile 2014 Coliseo Salvador Dijols, Ponce                   | Leonas de Ponce       | 3 - 1 | Indias de Mayagüez    | 25-17, 21-25, 25-21, 27-25        |

## Statistiche

### Statistiche di squadra
| Competizione | Punti | In casa | In casa | In casa | In trasferta | In trasferta | In trasferta | Totale | Totale | Totale |
| Competizione | Punti | G       | V       | P       | G            | V            | P            | G      | V      | P      |
| ------------ | ----- | ------- | ------- | ------- | ------------ | ------------ | ------------ | ------ | ------ | ------ |
| LVSF         | 31    | 14      | 9       | 5       | 16           | 9            | 7            | 30     | 18     | 12     |
| Totale       | -     | 14      | 9       | 5       | 16           | 9            | 7            | 30     | 18     | 12     |

G = partite giocate; V = partite vinte; P = partite perse